# 大須賀裕子
大須賀 裕子（おおすが ゆうこ、1960年3月9日 - ）は日本の女優。神奈川県出身。身長157cm。体重52kg。

## 来歴
東横学園大倉山高等学校・青年座研究所4期卒業。1981年に劇団青年座に入団。

## 出演

### テレビドラマ
- 浅草ふくまる旅館
- いじわるばあさん3
- 噂の刑事トミーとマツ
- 駅弁刑事・神保徳之助
- 想い出づくり。
- 温泉に行きたい
- 学校へ行こう!SPECIAL　旅立ちの朝に…
- 昨日、悲別で
- 君の名は
- 虚構の家族
- 警視庁心理捜査官・明日香
- 小暮写眞館
- 淋しいのはお前だけじゃない
- G1 DREAM
- 終着駅の牛尾刑事VS事件記者・冴子 生存者
- ステップファザー・ステップ
- セーラー服と宇宙人（エイリアン）〜地球に残った最後の11人〜
- それは、突然、嵐のように…
- 塚原卜伝
- 夏ドラ!スペシャル・新幹線ガール
- 虹のかなた
- 風林火山 - 彦十郎の母
- ホステス探偵危機一髪
- 名探偵コナン 工藤新一への挑戦状 - 板野雅子
- LADY〜最後の犯罪プロファイル〜 - 警視庁関係者
- 土曜ワイド劇場『広域警察7』（2016年2月20日、テレビ朝日） - クラブ「オアシス」ママ 役
- 家政婦クロミは腐った家族を許さない 第1話（2025年1月11日、テレビ東京）[2]
- 特捜9 final season 第3話（2025年4月23日、テレビ朝日） - 泉絵里奈の母 役[3]
- スティンガース 警視庁おとり捜査検証室 第5話（2025年8月19日、フジテレビ） - 占い師・中目黒の伯母 役[4]

### 吹き替え
- 私立探偵ハリー
- 二重誘拐

### 舞台
- 美しきものの伝説 - 女優
- カルメン
- 桜姫東文章 - 待乳
- 三文オペラ
- 地の乳房 - たね、護の妻
- メディア
- 夜明けに消えた - バアのママ

### その他
- マジカル頭脳パワー!! / マジカルミステリー劇場 「勇み足」（1992年、NTV）